# Dindeștiu Mic, Satu Mare
Dindeștiu Mic (maghiară Kisbesenyő, Kis-Besenyő, Kisdengeleg-Csárda, germană Klein Dengldorf, Beschened) este un sat în comuna Petrești din județul Satu Mare, Transilvania, România.

 Acest articol despre o localitate din județul Satu Mare este deocamdată un ciot. Puteți ajuta Wikipedia prin completarea lui.